# Lézignan-Corbières

Lézignan-Corbières este o comună în departamentul Aude din sudul Franței. În 1 ianuarie 2022 avea o populație de 10.855 de locuitori.